# صورة قلمية
الصورة القلمية نوع أدبي يصف أو ويحلل شخصًا أو شيئًا بالكتابة. تقدم الصورة القلمية رؤية عميقة، وتقدم تحليلًا يتجاوز السطحية كثيرًا. ويعتبر موازيا لفن رسم الوجوه التصويري. فهي تستعرض التفاصيل الإنسانية المتعلقة برحلة شخص معين في الحياة أو في جوانب معينة من هذه الرحلة.